# Montrichard
Montrichard település Franciaországban, Loir-et-Cher megyében. Lakosainak száma 3145 fő (2018. január 1.). Montrichard Bourré községgel határos.

## Népesség
A település népességének változása:
| Lakosok száma | 3020 | 3313 | 3857 | 3786 | 3624 | 3430 | 3319 | 3873 | 3156 | 3145 |
|               | 1962 | 1968 | 1975 | 1990 | 1999 | 2008 | 2013 | 2016 | 2017 | 2018 |